# Білоруські буржуазні націоналісти
«Білоруські буржуазні націоналісти» (біл. Беларускія буржуазныя нацыяналісты, Biełaruskija buržuaznyja nacyjanalisty; рос. Белорусские буржуазные националисты) — секретний навчальний матеріал КДБ СРСР. Вперше він був опублікований у 2011 році в рамках перегляду навчальних матеріалів КДБ СРСР Службою безпеки України. Книга містить інформацію про кілька білоруських антирадянських підпільних та емігрантських громад та методи боротьби з білоруськими націоналістами.

## Зміст
- З вищої школи КДБ при Раді Міністрів СРСР ( рос. От высшей школы КГБ при Совете Министров СССР   )
- Вступ ( рос. Введение   )
- Глава I. Виникнення білоруських буржуазно-націоналістичних центрів та організації та їх підривна діяльність під час встановлення в Білорусі радянської влади та під час громадянської війни ( рос. Глава I. Возникновение белорусских буржуазно-националистических центров и организация и их подпольная деятельность в период установления советской власти в Белоруссии и о время гражданской войны Виникнення білоруських буржуазно-націоналістичних центрів та організація та їх підпільна діяльність під час встановлення Радянської влади в Білорусі та під час Громадянської війни )
- Розділ II Підривна діяльність білоруського антирадянського буржуазно-націоналістичного підпілля в період 1920-1945 рр. ( рос. Глава II. Подрывная деятельность белорусского антисоветского буржуазно-националистического подполья в период 1920—1945 годов   Підривна діяльність білоруського антирадянського буржуазно-націоналістичного підпілля в період 1920-1945 рр.)
- Розділ III. Підривна діяльність білоруського антирадянського націоналістичного підпілля в повоєнний час ( рос. Глава II. Подрывная деятельность белорусского антисоветского националистического подполья в послевоенный период Підривна діяльність білоруського антирадянського націоналістичного підпілля в повоєнний час )
- Розділ IV Іноземні центри та організації білоруських буржуазних націоналістів ( рос. Глава IV. Закордонные центры и организации белорусских буржуазных националистов Іноземні центри та організації білоруських буржуазних націоналістів )
- Висновок ( рос. Заключение   )